# Lasse Nielsen (filminstruktør)
 For alternative betydninger, se Lasse Nielsen. (Se også artikler, som begynder med Lasse Nielsen)
Lasse Nielsen (født 15. april 1950 i København, død 28. november 2024) var en dansk filminstruktør, forfatter og filmproducent. 
Nielsen er mest kendt for ungdomsfilmene La' os være (1975), Måske ku' vi (1976) og Du er ikke alene (1978). Ifølge Filmmagasinet Ekko er filmenes fællestræk, at de "stiller sig solidarisk med de unge ved at fortælle om deres problemer i øjenhøjde og med en anklage mod voksne, der ikke betragter børn som selvstændige mennesker med eget følelsesliv."

## Anklager om seksuelle overgreb
I 2008 skrev journalist Anders Lund Madsen i en klumme i Jyllands-Posten, at Lasse Nielsen efter premieren på Du er ikke alene inviterede ham hjem til et interview. Anders Lund Madsen, der på dette tidspunkt var 14 år, havde medvirket i Du er ikke alene, og Lasse Nielsen var interesseret i at bruge ham i sin næste film. Ifølge Lund Madsen havde Lasse Nielsen under interviewet "hele hånden inde under mine trøje" ligesom Lasse Nielsen kærtegnede ham i nakken.
I 2018 fortalte Ivan Baumann, der som 14-årig medvirkede i La' os være, til Filmmagasinet Ekko, at Lasse Nielsen havde forsøgt "at lokke mig til sex" i instruktørens lejlighed. I et interview med Ekko erkendte Lasse Nielsen at have haft seksuelle forhold til unge mandlige skuespillere efter filmoptagelserne, men afviste at have begået overgreb: "Og jeg føler ikke, at jeg har misbrugt nogen børn, for jeg har haft en god fornemmelse for, om de havde lyst. Og der er jo heller ikke nogen børn, som har anmeldt mig eller har klaget. Det har de først gjort, når de er blevet voksne." Lasse Nielsen fortalte yderligere, at han er betaget af "teenagedrenge med en flot overkrop, helst lidt muskuløs".
Den 14. marts 2018 stod seks mænd (heriblandt Anders Lund Madsen og Ivan Baumann) frem i TV 2-dokumentarfilmen De misbrugte filmbørn, og fortalte om seksuelle overgreb eller forsøg på overgreb begået af Lasse Nielsen, i forbindelse med deres medvirken i instruktørens film i 1970'erne.